# Filmografia de Octavia Spencer
A carreira da atriz estadunidense Octavia Spencer teve início com pequenos papéis em diversos filmes da década de 1990 como o suspense A Time to Kill (1996), a comédia The 6th Man (1997), a comédia romântica Never Been Kissed (1999) e a comédia de fantasia Being John Malkovich (1999). Spencer dividiu as telas com Martin Lawrence na comédia policial Blue Streak (1999), o que viria a ocorrer novamente em Big Momma's House (2000), na qual interpreta uma vizinha da personagem-título. Nos anos seguintes, a atriz continuou a realizar pequenas participações em diversos filmes enquanto co-estrelava as séries televisivas City of Angels (2000) e The Chronicle (2002)  . Neste período, Spencer participou de filmes como Spider-Man (2002), Legally Blonde 2: Red, White & Blonde (2003) e S.W.A.T. (2003).
A partir da segunda metade da década de 2000, Spencer consolidou-se como uma atriz coadjuvante de grande versatilidade por seus papéis na comédia Miss Congeniality 2: Armed and Fabulous e no suspense de drama Coach Carter. Neste período, integrou o elenco regular das séries televisivas The Minor Accomplishments of Jackie Woodman (2007) e Ugly Betty (2006). Spencer teve ainda papéis secundários na comédia Beauty Shop (2005) e no drama Seven Pounds (2009), encerrando a década como uma das grandes promessas do cinema estadunidense.
A carreira de Spencer teve uma guinada sem precedentes a partir da década de 2010. Em 2011, a atriz estrelou o drama histórico The Help no papel da conturbada empregada doméstica Minny Jackson. Por sua performance, Spencer foi vencedora do Óscar de Melhor Atriz Coadjuvante e recebeu igualmente o BAFTA e o Globo de Ouro de Melhor Atriz Coadjuvante em Cinema. Nos anos seguintes, a atriz autou no drama biográfico Fruitvale Station (2013) e no drama de ação apocalíptico Snowpiercer (2013) além de co-estrelar o drama biográfico Get on Up (2014) sobre a carreira e vida polêmica do cantor e compositor estadunidense James Brown. Spencer deu vida à Líder Johanna Reyes no filme de aventura The Divergent Series: Insurgent (2015) e em sua sequência The Divergent Series: Allegiant (2016) e co-estrelou o drama infantil The Great Gilly Hopkins (2015). Spencer voltou a assumir um papel de grande destaque e aclamação crítica com o drama biográfico Hidden Figures (2016), no qual deu vida à matemática Dorothy Vaughan e pelo qual foi indicada novamente ao Óscar de Melhor Coadjuvante. Em seguida, Spencer atuou no drama Gifted (2017) e no filme romântico The Shape of Water (2017), recebendo outra indicação ao Óscar de Melhor Coadjuvante além de diversos outros prêmios nesta mesma categoria.

## Filmografia

### Cinema
| Ano  | Título original                                      | Papel                    | Direção                  | Ref.         |
| ---- | ---------------------------------------------------- | ------------------------ | ------------------------ | ------------ |
| 1996 | A Time to Kill                                       | Annette                  | Joel Schumacher          |              |
| 1997 | The 6th Man                                          | Nativity Watson          | Randall Miller           |              |
| 1997 | Sparkler                                             | Wanda                    |                          |              |
| 1999 | Never Been Kissed                                    | Cynthia                  | Raja Gosnell             |              |
| 1999 | Being John Malkovich                                 | Mulher no elevador       | Spike Jonze              |              |
| 1999 | Blue Streak                                          | Shawna                   | Les Mayfield             |              |
| 2000 | The Sky Is Falling                                   | Número 2                 | Florrie Laurence         |              |
| 2000 | Everything Put Together                              | Enfermeira B             | Marc Forster             |              |
| 2000 | American Virgin                                      | Agnes Large              | Jean-Pierre Marois       |              |
| 2000 | What Planet Are You From?                            | Babá                     | Mike Nichols             |              |
| 2000 | Auto Motives                                         | Rhonda                   | Lorraine Bracco          |              |
| 2000 | Big Momma's House                                    | Twila                    | Raja Gosnell             |              |
| 2000 | Four Dogs Playing Poker                              | Garçonete                | Paul Rachman             |              |
| 2001 | Sol Goode                                            | Atendente                | Danny Comden             |              |
| 2001 | The Journeyman                                       | Black Belly              | James Crowley            |              |
| 2002 | Spider-Man                                           | Balconista               | Sam Raimi                |              |
| 2003 | Legally Blonde 2: Red, White & Blonde                | Segurança                | Charles Herman-Wurmfeld  |              |
| 2003 | S.W.A.T.                                             | Vizinha                  | Clark Johnson            |              |
| 2003 | Chicken Party                                        | Laqueta Mills            | Tate Taylor              |              |
| 2003 | Bad Santa                                            | Opal                     | Terry Zwigoff            |              |
| 2004 | Win a Date with Tad Hamilton!                        | Janine                   | Robert Luketic           |              |
| 2004 | Breakin' All the Rules                               | Estilista                | Daniel Taplitz           |              |
| 2005 | Coach Carter                                         | Senhora Battle           | Thomas Carter            | [ 1 ]        |
| 2005 | Pretty Persuasion                                    | Mulher                   | Marcos Siega             |              |
| 2005 | Marilyn Hotchkiss' Ballroom Dancing and Charm School | Ayisha Lebaron           | Randall Miller           |              |
| 2005 | Miss Congeniality 2: Armed and Fabulous              | Octavia                  | John Pasquin             |              |
| 2005 | Beauty Shop                                          | Ida                      | Bille Woodruff           |              |
| 2005 | Wannabe                                              | Lady Chanet Janney Jones | Richard Keith            |              |
| 2006 | Pulse                                                | Landlady                 | Jim Sonzero              |              |
| 2007 | The Nines                                            | Mulher                   | John August              |              |
| 2008 | Pretty Ugly People                                   | Mary                     | Tate Taylor              |              |
| 2008 | The Spleenectomy                                     | Enfermeira               | Kirsten Smith            |              |
| 2008 | Seven Pounds                                         | Kate                     | Gabriele Muccino         |              |
| 2009 | The First Time                                       | Senhora Hambrick         | Jon Kasdan               |              |
| 2009 | Drag Me to Hell                                      | Bancária                 | Sam Raimi                |              |
| 2009 | Jesus People: The Movie                              | Angelique                | Jason Naumann            |              |
| 2009 | The Soloist                                          | Mulher                   | Joe Wright               |              |
| 2009 | Just Peck                                            | Professora               | Michael A. Nickles       |              |
| 2009 | Halloween II                                         | Enfermeira Daniels       | Rob Zombie               |              |
| 2009 | Herpes Boy                                           | Rochelle                 | Nathaniel Atcheson       |              |
| 2009 | Small Town Saturday Night                            | Rhonda Dooley            | Ryan Craig               |              |
| 2010 | Dinner for Schmucks                                  | Madame Nora              | Jay Roach                |              |
| 2011 | The Help                                             | Minerva Louise Jackson   | Tate Taylor              | [ 11 ]       |
| 2011 | Peep World                                           | Allison                  | Barry W. Blaustein       |              |
| 2011 | Flypaper                                             | Madge Wiggins            | Rob Minkoff              |              |
| 2012 | Smashed                                              | Jenny                    | James Ponsoldt           |              |
| 2013 | Fruitvale Station                                    | Wanda                    | Ryan Coogler             |              |
| 2013 | Snowpiercer                                          | Tanya                    | Bong Joon-ho             |              |
| 2013 | Percy Jackson: Sea of Monsters                       | Martha (voz)             | Thor Freudenthal         |              |
| 2013 | Paradise                                             | Loray                    | Diablo Cody              |              |
| 2014 | Get On Up                                            | Honey Washington         | Tate Taylor              |              |
| 2014 | The Great Gilly Hopkins                              | Senhora Harris           | Stephen Herek            |              |
| 2015 | Black or White                                       | Rowena Jeffers           | Mike Binder              |              |
| 2015 | The Divergent Series: Insurgent                      | Johanna Reyes            | Robert Schwentke         |              |
| 2015 | Fathers and Daughters                                | Dra. Korman              | Gabriele Muccino         |              |
| 2016 | The Free World                                       | Linda Workman            | Jason Lew                |              |
| 2016 | Zootopia                                             | Sra. Otterton (voz)      | Byron Howard Rich Moore  |              |
| 2016 | The Divergent Series: Allegiant                      | Johanna Reyes            | Robert Schwentke         |              |
| 2016 | Car Dogs                                             | Senhora Barrett          | Adam Collis              |              |
| 2016 | Bad Santa 2                                          | Opal                     | Mark Waters              |              |
| 2016 | Hidden Figures                                       | Dorothy Vaughan          | Theodore Melfi           | [ 8 ] [ 14 ] |
| 2017 | The Shack                                            | Deus                     | Stuart Hazeldine         |              |
| 2017 | Small Town Crime                                     | Kelly Banks              | Eshom Nelms              |              |
| 2017 | Gifted                                               | Roberta Taylor           | Marc Webb                |              |
| 2017 | The Shape of Water                                   | Zelda Fuller             | Guillermo del Toro       | [ 15 ]       |
| 2018 | A Kid Like Jake                                      | Judith Lawson            | Silas Howard             |              |
| 2018 | Instant Family                                       | Karen                    | Sean Anders              |              |
| 2019 | Luce                                                 | Harriet Wilson           | Julius Onah              |              |
| 2019 | Ma                                                   | Sue Ann Ellington        | Tate Taylor              |              |
| 2020 | Dolittle                                             | Dab-Dab (voz)            | Stephen Gaghan           |              |
| 2020 | Onward                                               | Corey, a Mantícora (voz) | Dan Scanlon              |              |
| 2020 | The Witches                                          | Avó                      | Robert Zemeckis          |              |
| 2020 | Superintelligence                                    | Ela mesma                | Ben Falcone              |              |
| 2021 | Thunder Force                                        | Emily Stanton            | Ben Falcone              |              |
| 2021 | Encounter                                            | Hattie Hayes             | Michael Pearce           |              |
| 2022 | Spirited                                             | Kimberly                 | Sean Anders              | [ 16 ]       |
| 2025 | The Smurfs Movie                                     |                          | Chris Miller Matt Landon | [ 17 ]       |